# Марк Башам
Марк Башам (англ. Mark Basham; нар. 24 квітня 1962) — колишній американський тенісист.
Найвищу одиночну позицію світового рейтингу — 292 місце досяг 6 квітня 1987, парну — 103 місце — 10 жовтня 1988 року.

## Титули на челленджерах

### Парний розряд: (2)
| Ранг | Рік  | Турнір          | Покриття | Партнер          | Суперники                            | Рахунок       |
| ---- | ---- | --------------- | -------- | ---------------- | ------------------------------------ | ------------- |
| 1.   | 1987 | Паріолі, Італія | Ґрунт    | Бретт Баффінґтон | Массімо Сієрро Алессандро де Мінічіс | 4–6, 6–2, 6–1 |
| 2.   | 1988 | Відень, Австрія | Килим    | Чарлз Бекмен     | Томас Мустер Міхаель Оберляйтнер     | 6–3, 3–6, 6–3 |